# Manfred Fischedick

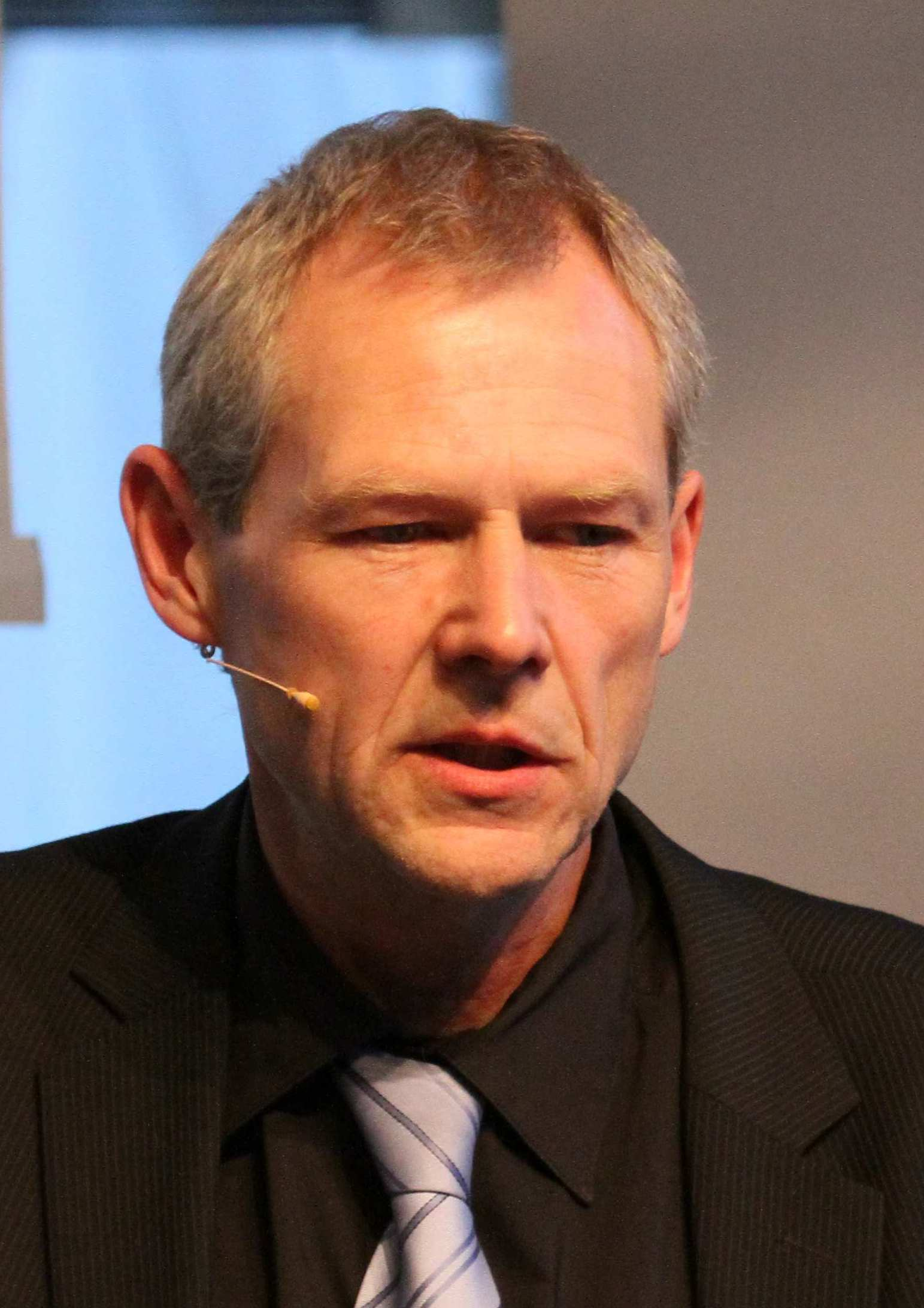
Manfred Fischedick (2013).

Manfred Fischedick (* 1964 in Heiden, Westfalen) ist ein deutscher Energie- und Klimaforscher. Er ist seit 2020 Präsident und wissenschaftlicher Geschäftsführer des Wuppertal Instituts für Klima, Umwelt, Energie  und seit 2008 außerplanmäßiger Professor an der Schumpeter School of Business and Economics der Bergischen Universität Wuppertal.

## Biografie
Manfred Fischedick studierte Verfahrenstechnik an der Universität Dortmund und promovierte im Bereich der Energietechnik an der Universität Stuttgart zum Dr.-Ing. Im November 2008 wurde er zum außerplanmäßigen Professor des Fachbereichs Wirtschaftswissenschaft –  Schumpeter School of Business and Economics – an der Bergischen Universität Wuppertal ernannt.
Seit 1993 ist Fischedick am Wuppertal Institut tätig, ab November 2003 als Leiter der Forschungsgruppe I „Zukünftige Energie- und Mobilitätsstrukturen“, seit  Juni 2006 als Vizepräsident und seit März 2010 auch als Mitglied der Geschäftsführung. Mit Wirkung zum 1. Januar 2020 wurde Manfred Fischedick als Präsident und wissenschaftlicher Geschäftsführer des Wuppertal Institut berufen. Fischedick ist Mitglied im Energie- und Klimarat des Landes Nordrhein-Westfalen und zudem Coordinating Lead Author für den IPCC Special Report on Renewable Energies und den 5th Assessment Report.
Sein Arbeits- und Forschungsschwerpunkt konzentriert sich auf Energiewirtschaft,  Energiesystem- und Energieszenarioanalyse, erneuerbare Energien und innovative Energietechniken, Innovationen und Gründungen im Bereich nachhaltiger Energie- und Mobilitätstechnologien, nationale und internationale Energie- und Klimapolitik,  Markteinführungsstrategien, Infrastrukturanalyse, Forschungs- und Technologiepolitik, technology forecasting, Geschäftsfeld-, Unternehmens- und Technologieentwicklung im Bereich Energieversorgung und Anlagenbau. Er engagiert sich in der Akademieninitiative Energiesysteme der Zukunft (ESYS), die von den Wissenschaftsakademien acatech, Leopoldina und Akademienunion 2013 gestartet wurde. So wirkte er bereits in einigen Arbeitsgruppen mit, die Publikationen zur Energiewende erarbeiten. Zudem ist er Mitglied des ESYS-Direktoriums, das die Initiative leitet und nach außen vertritt.

## Werke

### Bücher (Auswahl)
- mit M. Kaltschmitt: Wind- und Solarstrom im Kraftwerksverbund – Möglichkeiten und Grenzen. C. F. Müller Verlag, Karlsruhe 1995.
- Erneuerbare Energien und Blockheizkraftwerke im Kraftwerksverbund – Technische Effekte, Kosten, Emissionen. Dissertation. Universität Stuttgart, Stuttgart 1996.
- mit J. Nitsch und O. Langniß:  Nach dem Ausstieg: Zukunftskurs Erneuerbare Energien. Hirzel Verlag, Stuttgart 2000.
- mit W. Krewitt, M. Pehnt und H. Temming (Hrsg.): Brennstoffzellen in der Kraft-Wärme-Kopplung – Ökobilanzen, Szenarien, Marktpotenziale. Erich Schmidt Verlag, Berlin 2004.
- mit P. Hennicke:  Erneuerbare Energien. Beck Verlag, München 2007.
- mit M. Bechberger: Die ökologische Industriepolitik Deutschlands am Beispiel der Solar- und Windindustrie: Musterschüler oder Problemkind? Friedrich-Ebert-Stiftung, Berlin 2009.

### Fachaufsätze (Auswahl)
- Maria Yetano Roche, Stefan Lechtenböhmer, Manfred Fischedick, Marie-Christine Gröne, Chun Xia, Carmen Dienst: Concepts and Methodologies for Measuring the Sustainability of Cities. In: Annual Review of Environment and Resources. 39, 2014, S. 519–547. doi:10.1146/annurev-environ-012913-101223.
- Manfred Fischedick, Joachim Marzinkowski, Petra Winzer, Max Weigel: Techno-economic evaluation of innovative steel production technologies. In: Journal of Cleaner Production. 2014. doi:10.1016/j.jclepro.2014.05.063.
- Julia C. Terrapon-Pfaff, Manfred Fischedick, Heiner Monheim: Energy potentials and sustainability—the case of sisal residues in Tanzania. In: Energy for Sustainable Development. 16, Ausgabe 3, 2012, S. 312–319. doi:10.1016/j.esd.2012.06.001.
- María Yetano Rochea, Susana Mourato, Manfred Fischedick, Katja Pietzner, Peter Viebahn: Public attitudes towards and demand for hydrogen and fuel cell vehicles: A review of the evidence and methodological implications. In: Energy Policy. 38, Ausgabe 10, 2010, S. 5301–5310. doi:10.1016/j.enpol.2009.03.029.
- Aviel Verbruggen, Manfred Fischedick, William Moomaw, Tony Weir, Alain Nadaï, Lars J. Nilsson, John Nyboer, Jayant Sathaye, Renewable energy costs, potentials, barriers: Conceptual issues. In: Energy Policy. 38, Ausgabe 2, 2010, S. 850–861. doi:10.1016/j.enpol.2009.10.036.
- Peter Viebahn, Joachim Nitsch, Manfred Fischedick, Andrea Esken, Dietmar Schüwer, Nikolaus Supersberger, Ulrich Zuberbühler, Ottmar Edenhofer: Comparison of carbon capture and storage with renewable energy technologies regarding structural, economic, and ecological aspects in Germany. In: International Journal of Greenhouse Gas Control. 1, Ausgabe 1, 2007, S. 121–133. doi:10.1016/S1750-5836(07)00024-2.
- Peter Hennicke, Manfred Fischedick, Towards sustainable energy systems: The related role of hydrogen. In: Energy Policy. 34, Ausgabe 11, 2006, S. 1260–1270. doi:10.1016/j.enpol.2005.12.016.
- Wolfram Krewitt, Joachim Nitsch, Manfred Fischedick, Martin Pehnt, Heiner Temming: Market perspectives of stationary fuel cells in a sustainable energy supply system—long-term scenarios for Germany. In: Energy Policy. 34, Ausgabe 7, 2006, S. 793–803. doi:10.1016/j.enpol.2004.08.010.
- J. Lelieveld, S. Lechtenböhmer, S. S. Assonov, C. A. M. Brenninkmeijer, C. Dienst, M. Fischedick, T. Hanke: Greenhouse gases:  Low methane leakage from gas pipelines. In: Nature. 434, 2005, S. 841–842. doi:10.1038/434841a.